# 空圧制御技術
空圧制御技術（くうあつせいぎょぎじゅつ）とは、一定の圧力を持った空気やガスを用いてバルブやシリンダーを制御し、所定の仕事を行う回路網を構成する総合技術をいう。
工場や研究開発現場などでの製品組み立て装置や試験装置の設備では、シーケンス制御を軸として空圧シリンダー（エアーシリンダー）、空圧バルブ（エアーバルブ）、空圧モーター（エアーモーター）などを組み合わせて構成するのが一般的である。特徴としては、ソレノイドのシリンダーとエアーシリンダーを比較すると、前者に比べ後者は比較的大きな力が出せる反面、動作にはエアーの音がするため静粛性に劣る、エアーを供給するために別途設備が必要となるなどがある。このためこれらは仕事量や用途に合った選択を行う。